# Ястшембе (Мазовецьке воєводство)
Ястшембе (пол. Jastrzębie) — село в Польщі, у гміні Пясечно Пясечинського повіту Мазовецького воєводства.
Населення — 549 осіб (2011).
У 1975-1998 роках село належало до Варшавського воєводства.

## Демографія
Демографічна структура станом на 31 березня 2011 року:
|          | Загалом | Допрацездатний вік | Працездатний вік | Постпрацездатний вік |
| -------- | ------- | ------------------ | ---------------- | -------------------- |
| Чоловіки | 260     | 55                 | 188              | 17                   |
| Жінки    | 289     | 64                 | 177              | 48                   |
| Разом    | 549     | 119                | 365              | 65                   |